# Culinária de Santa Catarina
A gastronomia Catarinense é bastante diversificada pela forte influência dos povos europeus.

## Catarinenses

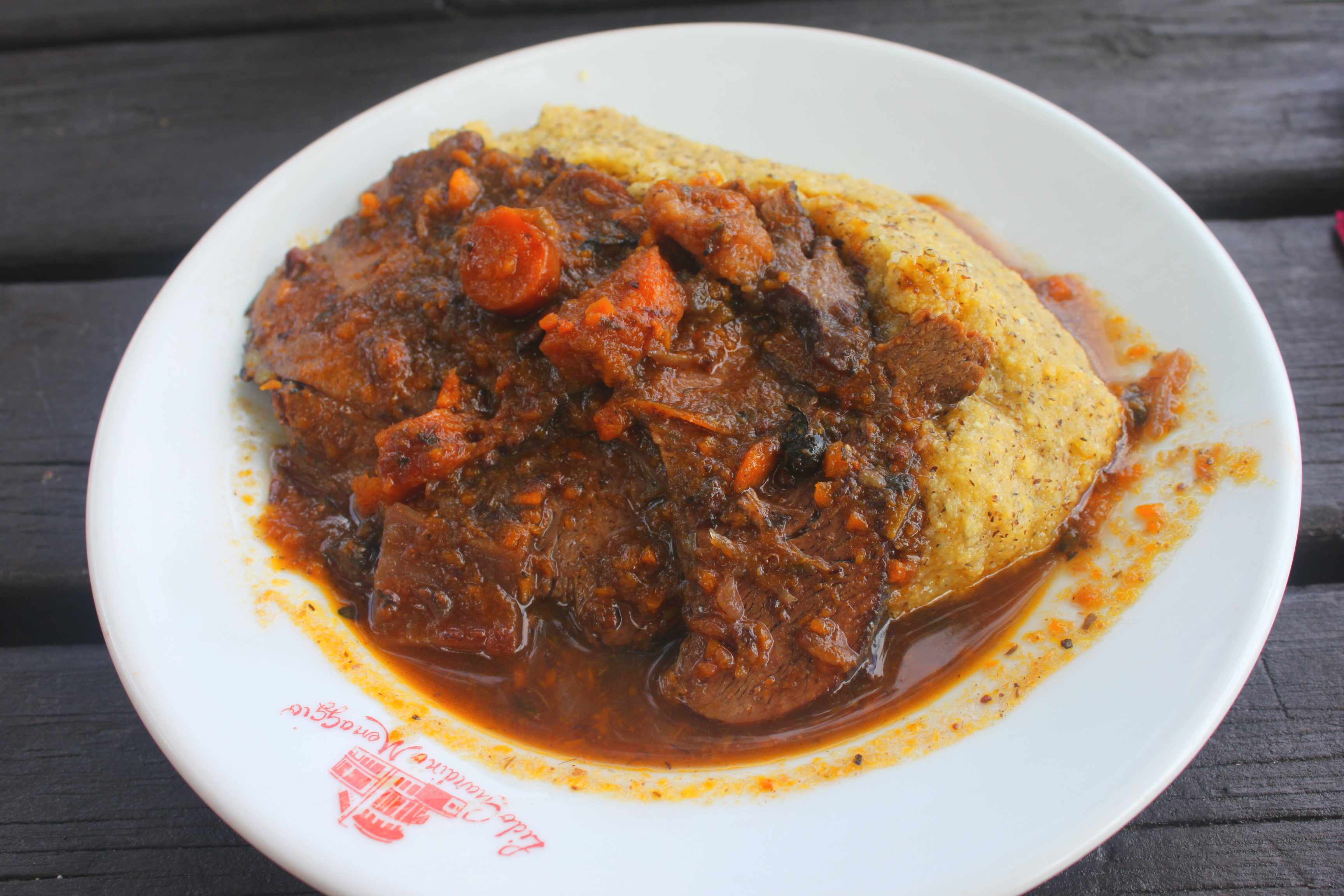
Polenta com carne (italianos)

Os pratos da cozinha catarinense estão presentes em quase todas as regiões do estado, como a sopa agnolini, lasanha, batata com pão, bijajica, maionese e salame, tortéi, polenta, radici, pão caseiro, salame, queijo colonial, frango a passarinho, galinha caipira ao molho, codornas, sagu, etc.

## Alemã

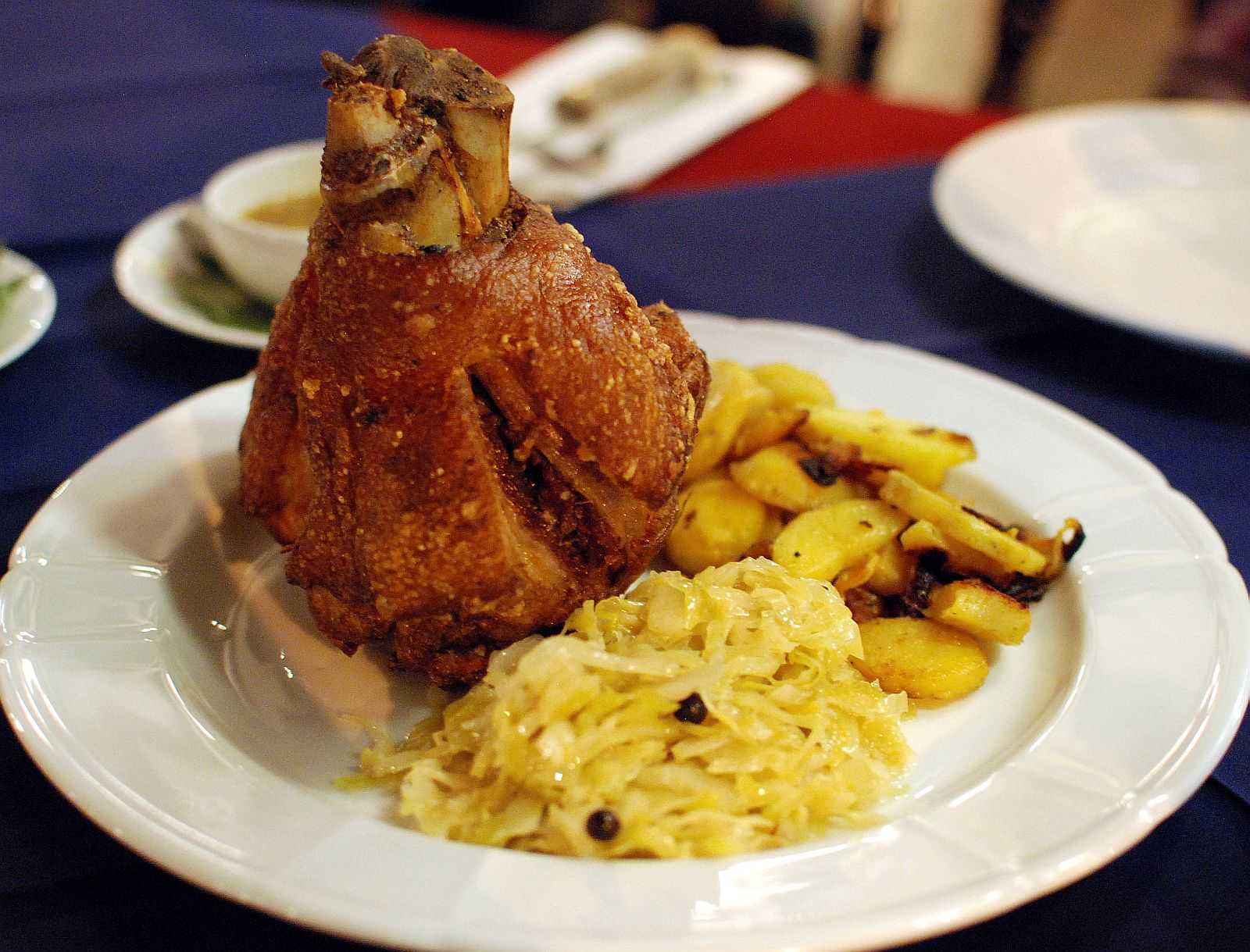
Joelho de porco (alemães)

Os pratos de origem alemã foram incorporados e adaptados com ingredientes nativos das terras brasileiras. Os pratos mais conhecidos da culinária catarinense são chucrute com salsicha, kassler (chuleta de porco), eisbein (joelho de porco), marreco com repolho roxo (ente mit rotkohl) e bockwurst (salsicha)[carece de fontes?]. Os doces também são muito conhecidos entre as confeitarias, como o apfelstrudel, a cuca, e a empada e também muitos outros produtos coloniais, com destaque para as geleias e enchidos artesanais[carece de fontes?].

## Luso-açoriana

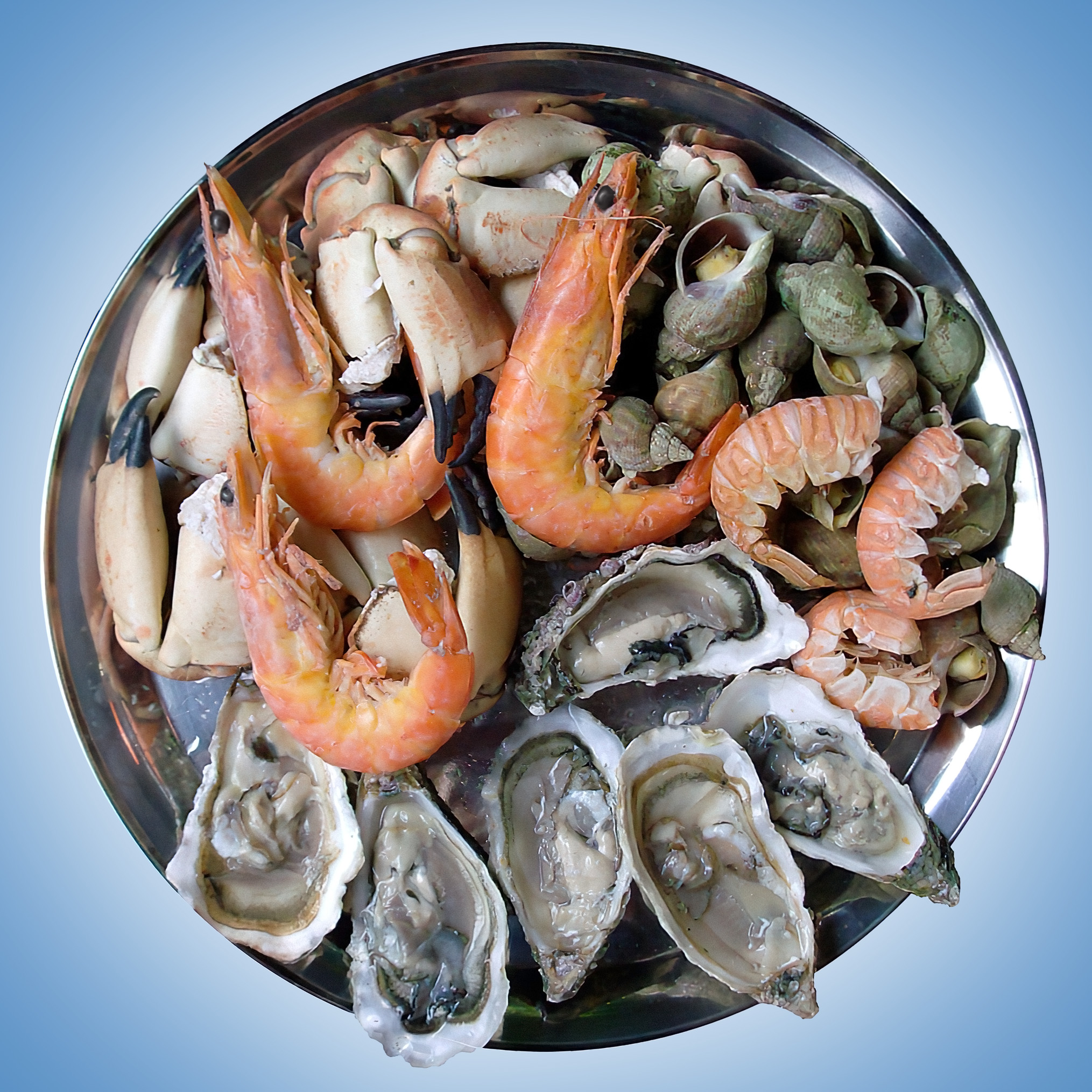
Frutos do mar (luso-açorianos)

Os temperos indígenas foram acrescentados aos pratos portugueses e açorianos, dando origem a uma culinária nova. É difícil comparar as comidas de Santa Catarina com os pratos tradicionais açorianos, sendo que apenas se mantém o mesmo tempero. Tal culinária na realidade foi criada pelos descendentes açorianos que se adaptaram aos produtos locais. O uso do trigo, muito comum em Açores, por exemplo, em Santa Catarina acabou sendo substituído pela farinha de mandioca seja como pirão ou farofa.
Algumas receitas da cozinha regional podem ser destacadas como variações de preparo da tainha (na telha, recheada, na folha da bananeira, escalada na brasa), abrótea da ilha, arroz de berbigão, pastel de berbigão, arroz de frutos do mar, berbigão ensopado, caldeirada de sardinhas, camarão do Mané, camarão na abóbora, casquinha de siri, lulas fritas, lulas recheadas, mexilhões refogados, pirão de farinha, pirão de feijão, caldeirada de frutos do mar, pirão de caldo de garoupa, ostras ao bafo, ostras assadas, marisco ensopado, marisco à milanesa, peixe no feijão, peixe ensopado com pirão e outros.
A influencia açoriana também se faz presente na área serrana, onde os conhecimentos trazidos por esses imigrantes levaram à criação do queijo serrano.

## Eslavos e outros
A Região Sul apresenta uma culinária forte e exótica herdada pelos poloneses e ucranianos. A torta salgada de requeijão, a salada de repolho roxo, as maçãs recheadas, sopa de batatas com leite, pastéis de batata e requeijão são destaques nesta região. O cozido de carne bovina com verdura (goulash) é contribuição húngara. Os holandeses trouxeram consigo toda a tecnologia para a produção dos laticínios leite, iogurte e queijos. O mesmo se deu com os tiroleses de Treze Tílias, no Meio Oeste, famosos também pelos deliciosos chocolates caseiros. A culinária catarinense também foi influenciada pelos gaúchos que se instalaram na região. Seu cardápio, simples e farto, inclui feijão tropeiro e arroz de carreteiro, que são preparados em fogão à lenha. Churrasco e chimarrão também são comuns, além do pinhão fruto das araucárias que caracterizam a paisagem da região.